# Simognathus minor
Simognathus minor är en kvalsterart. Simognathus minor ingår i släktet Simognathus och familjen Halacaridae. Inga underarter finns listade i Catalogue of Life.